# Sommet des développeurs du noyau Linux
 (juin 2025).
La mise en forme du texte ne suit pas les recommandations de Wikipédia : il faut le « wikifier ».
Les points d'amélioration suivants sont les cas les plus fréquents. Le détail des points à revoir est peut-être précisé sur la page de discussion.
- Les titres sont pré-formatés par le logiciel. Ils ne sont ni en capitales, ni en gras.
- Le texte ne doit pas être écrit en capitales (les noms de famille non plus), ni en gras, ni en italique, ni en « petit »…
- Le gras n'est utilisé que pour surligner le titre de l'article dans l'introduction, une seule fois.
- L'italique est rarement utilisé : mots en langue étrangère, titres d'œuvres, noms de bateaux, etc.
- Les citations ne sont pas en italique mais en corps de texte normal. Elles sont entourées par des guillemets français : « et ».
- Les listes à puces sont à éviter, des paragraphes rédigés étant largement préférés. Les tableaux sont à réserver à la présentation de données structurées (résultats, etc.).
- Les appels de note de bas de page (petits chiffres en exposant, introduits par l'outil «  Source ») sont à placer entre la fin de phrase et le point final[comme ça].
- Les liens internes (vers d'autres articles de Wikipédia) sont à choisir avec parcimonie. Créez des liens vers des articles approfondissant le sujet. Les termes génériques sans rapport avec le sujet sont à éviter, ainsi que les répétitions de liens vers un même terme.
- Les liens externes sont à placer uniquement dans une section « Liens externes », à la fin de l'article. Ces liens sont à choisir avec parcimonie suivant les règles définies. Si un lien sert de source à l'article, son insertion dans le texte est à faire par les notes de bas de page.
- La présentation des références doit suivre les conventions bibliographiques. Il est recommandé d'utiliser les modèles {{Ouvrage}}, {{Chapitre}}, {{Article}}, {{Lien web}} et/ou {{Bibliographie}}. Le mode d'édition visuel peut mettre en forme automatiquement les références.
- Insérer une infobox (cadre d'informations à droite) n'est pas obligatoire pour parachever la mise en page.

Pour une aide détaillée, merci de consulter Aide:Wikification.
Si vous pensez que ces points ont été résolus, vous pouvez retirer ce bandeau et améliorer la mise en forme d'un autre article.
 (mai 2025).
Le Linux Kernel Developers Summit (également connu sous le nom de Linux Kernel Maintainer Summit ) est un rassemblement annuel des principaux développeurs du noyau Linux. La participation à ce sommet se fait uniquement sur invitation. La première édition de la conférence à eu lieu à San José, en mars 2001. Elle a été organisée par Theodore Ts'o afin d'offrir un lieu de rencontre en face à face pour discuter des problématiques actuelle et futures liées au développement du noyaux Linux. À l'origine, l'événement était géré par Usenix, puis par le réseau de développeurs Open Source de VA Linux.
Les éditions suivantes, de 2002 à 2006, ont eu lieu les deux jours précédant le Ottawa Linux Symposium à Ottawa (Ontario, Canada), dans le même centre de conférence, avec le soutien logistique de Usenix. Le Kernel Summit 2007 s'est tenu du 4 au 6 septembre 2007 à l'hôtel DeVere University Arms à Cambridge, en Angleterre, marquant ainsi la première fois que le sommet se déroulait en dehors de l'Amérique du Nord.

## Contenu
Les discussions lors du Kernel Summit ont traditionnellement été très techniques, se concentrant sur des sujets qui ne trouvaient pas de solution via les échanges par courriel. Cependant, ces dernières années, le sommet a progressivement évolué vers une focalisation sur les questions de processus de développement de plus haut niveau. Un exemple de décision importante prise lors du sommet du noyau a été la décision de passer à un noyau 2.6 stable et continu tous les quelques mois, au lieu du modèle précédemment utilisé utilisant un cycle de développement de 1 à 2 ans. 
Le Linux Technical Advisory Board (comité consultatif technique Linux) est élu lors d'une session informelle durant le Linux Kernel Summit.
Le sommet accueille généralement environ 80 participants.

## Localisations
| Date                            | Pays organisateur    | Localisation                                       | Site Web | Résumé |
| ------------------------------- | -------------------- | -------------------------------------------------- | -------- | ------ |
| 30 et 31 mars 2001              | États-Unis           | Hyatt Hotel, San Jose, CA                          | [ 6 ]    | [ 7 ]  |
| 24 et 25 juin 2002              | Canada               | Ottawa Congress Centre, Ottawa, Ontario            | [ 8 ]    | [ 9 ]  |
| 21 et 22 juillet 2003           | Canada               | Ottawa Congress Centre, Ottawa, Ontario            | [ 10 ]   | [ 11 ] |
| 19 et 20 juillet 2004           | Canada               | Ottawa Congress Centre, Ottawa, Ontario            | [ 12 ]   | [ 13 ] |
| 18 et 19 juillet 2005           | Canada               | Ottawa Congress Centre, Ottawa, Ontario            | [ 14 ]   | [ 15 ] |
| 16 et 18 juillet 2006           | Canada               | Ottawa Congress Centre, Ottawa, Ontario            | [ 16 ]   | [ 17 ] |
| 4 et 6 septembre 2007           | Royaume-Uni          | DeVere University Arms Hotel, Cambridge            | [ 18 ]   | [ 19 ] |
| 15 et 16 septembre 2008         | États-Unis           | Portland State University, Portland, OR            |          | [ 20 ] |
| 18 et 20 octobre 2009           | Japon                | Akihabara Convention Hall, Akihabara, Tokyo        | [ 21 ]   | [ 22 ] |
| 1er et 2 novembre 2010          | États-Unis           | Hyatt Regency Cambridge, Cambridge, MA             | [ 23 ]   | [ 24 ] |
| 23 et 25 octobre 2011           | République tchèque   | Clarion Congress Hotel, Prague, République tchèque |          | [ 25 ] |
| 27 et 29 août 2012              | États-Unis           | San Diego, CA                                      |          | [ 26 ] |
| 23 et 25 octobre 2013           | Royaume-Uni          | Édimbourg, Royaume-Uni                             | [ 27 ]   | [ 28 ] |
| 18 et 20 août 2014              | États-Unis           | Sheraton Chicago, Chicago, IL                      | [ 29 ]   | [ 30 ] |
| 26 et 28 octobre 2015           | Corée du Sud         | Conrad Hotel, Séoul, Corée du Sud                  | [ 31 ]   | [ 32 ] |
| 31 octobre et 1er novembre 2016 | États-Unis           | Santa Fe Convention Center, Santa Fe, NM           | [ 33 ]   | [ 34 ] |
| 24 et 26 octobre 2017           | République tchèque   | Hilton Prague, Prague, République tchèque          | [ 35 ]   | [ 36 ] |
| 13 et 15 novembre 2018          | Canada               | Sheraton Vancouver Wall Centre, Vancouver, Canada  | [ 37 ]   | [ 38 ] |
| 12 septembre 2019               | Portugal             | Corinthia Hotel Lisbon, Lisbonne, Portugal         | [ 39 ]   | [ 40 ] |
| 24 septembre 2021               |                      | Virtuel                                            | [ 41 ]   | [ 42 ] |
| 15 septembre 2022               | République d’Irlande | Dublin, République d'Irlande                       | [ 43 ]   | [ 44 ] |
| 16 novembre 2023                | États-Unis           | Richmond, VA                                       | [ 45 ]   | [ 46 ] |
| 17 septembre 2024               | Autriche             | Vienne, Autriche                                   | [ 47 ]   | [ 48 ] |
| 10 décembre 2025                | Japon                | Tokyo, Japon                                       | [ 49 ]   |        |